# Lenore Jacobson
Leonore Jacobson était directrice d'une école de San Francisco quand, en 1963, elle commence une correspondance avec Robert Rosenthal, psychologue américain qui travaillait alors sur l'effet Pygmalion, étudié en psychologie et en sciences de l'éducation, dans le cadre des recherches sur les « prophéties autoréalisatrices ».
Elle lui propose d'effectuer une étude au sein de son école, pour mettre en évidence le rôle de cet effet dans l'apprentissage scolaire. Ils mettent alors en place et réalisent l'expérience de Rosenthal et Jacobson.
Ils publient leurs résultats dans Psychological Reports, 1966, vol. 19. Cet article conduit en 1968 à la rédaction du livre Pygmalion à l'école.

### Ouvrage
- Pygmalion à l'école, avec R.A. Rosenthal, Paris, Casterman, 1971  (ISBN 2203202076).